# Szadajakko
Szadajakko – idegen nyelvű szakirodalomban Sada Yakko, Sada Yacco vagy Sadayakko - (Kavakami Szadajakko - 川上 貞奴;  Tokió, 1871. július 18. – Atami, Sizuoka prefektúra, 1946. december 7.) japán gésa és színésznő. Japán színházművészetének első női képviselője az Amerikai Egyesült Államokban és Európában.

## Fiatalkora és korai karrier gésaként
Kojama Szada 1871. július 18-án született Tokióban, Kojama Hiszadzsiro üzletember és Koguma Otaka tizenkettedik gyermekeként.  A Meidzsi-kor időszaka alatt, 4 éves korában Szadát szolgázónak adták a Hamada okijához (gésaház), hogy keresetével segítse a nehéz anyagi helyzetben lévő családot.  Apja halála után Kamekicsi, az okija tulajdonosa örököséül fogadta Szadát.  1883-ban, 12 éves korában debütált o-sakuként, azaz gésanövendékként, s megkapta első gésanevét: Ko-jakko.  Kamekicsi nagy reményeket fűzve Szada jövőjéről írásra és olvasásra taníttatta a lányt, mely a korszakban csupán a nemesi családból származó hölgyek privilégiuma volt, s egyben belépő a felsőbb társadalmi körökbe.  Emellett dzsúdózni, lovagolni, biliárdozni és színészkedni tanult.  1886-ban Ko-jakko dannája (pártfogója és szeretője) Hirobumi Itó, Japán akkori miniszterelnöke lett, s teljes jogú, igen befolyásos gésává vált, Jakko néven.  Kapcsolatuk három évig tartott, s a továbbiakban baráti kapcsolatot ápoltak.  Itó miniszterelnöknek köszönhető, hogy Jakko megismerte későbbi férjét, Kavakami Otodzsirót, aki színtársulatával a Kiraku teaházban lépett fel 1891-ben, Itó meghívására.  Az előadáson Szada is részt vett, s felfigyelt Otodzsiro személyére és tehetségére. 1893 októberében feleségül ment Kavakami Otodzsirohoz.

## A színésznő

### A Kavakami társulat és a színművészet
Japán Nyugat felé való nyitásával, s a Meidzsi-reformokkal új színházi műfajok alakultak ki a tradicionális japán színházi műfajok (nó, kabuki, bunraku) mellett. Ezek közül a két legmarkánsabb a sinpa és a singeki volt, melyek a 20. század első évtizedére váltak fejlett műfajokká. A sinpa (jelentése „új iskola”) a politika központi, erőszakos modernizációjával szemben fellépő liberális politikai aktivizmusból fejlődött ki.  Ezek a színre vitt politikai röpiratok a Meidzsi-korszak társadalmi kötelezettségeinek és a személyiség érzésvilágának konfliktusaival, valamint kortárs történelmi eseményekkel foglalkoztak.  Divatosak voltak például a háborús darabok (Japán 1894-től Kína ellen folytatott háborút (első kínai–japán háború), majd 1905-től az orosz–japán háború nyomja rá pecsétjét politikájára, s egyben kultúrájára is), melyben a szamuráj erények dicsőítése élt tovább modernebb formában.  A műfaj atyjai Szudó Szadanori és Kavakami Otodzsiro voltak, akik önálló sinpa-társulatokat hoztak létre.  A sinpa elnevezés utal a műfaj kabukival való kapcsolatára, hiszen modern témái és realisztikus, s egyben társadalomkritikus volta ellenére e klasszikus műfaj kelléktárát alkalmazza.  Jellemző rá az erőteljes deklamáció, valamint bizonyos fontos pillanatok mozdulatokban való kimerevítése a színpadon, s díszleteire hasonló jellemzők érvényesek, mint a kabuki színpadjára. Újdonság, hogy itt már nem beszélhetünk színész-generációkról, valamint az, hogy már nem tilos a női színjátszás, viszont a tradícióhoz hűen továbbra is többször fordulnak elő onnagaták (női szerepet játszó férfiak) a színpadon, mint nők.  A sinpa 1910 körül érte el műfaji kifejlődésének csúcsát, s az 1930-as években egy másodvirágzás volt megfigyelhető.

### Kavakami Szadajakko és az Imperial Japanese Theatrical Company
Kavakami Otodzsiroval kötött házassága után, ekkor már Kavakami Szada néven, továbbra is gésaként tevékenykedett, s támogatta férje színházművészeti karrierjét. 1896-ban megnyílt a tokiói Kavakami Színház, mely a sinpa irányzatot képviselte. Bár a színház népszerű volt, a rossz menedzsment és az ebből fakadó anyagi nehézségek miatt Otodzsiro kénytelen volt rövid időn belül bezárni színházát. Ez után döntött úgy, hogy Nyugatra megy, hogy az ottani színházi technikák tanulmányozása után revitalizálhassa színházát. Az útra 20-30 fős társulatot vitt magával, e létszám forrásonként változó.  
A társulat 1899. május 25-én debütált San Franciscóban, zajos sikert aratva.  A fellépéseken Szada is részt vett színészként, akit a csoportot menedzselő Juminodo Kusibuki elnevezése után már Kavakami Szadajakko néven ismert meg az amerikai közönség.  Kusibuki szerint a nyugati sikerhez vezető elengedhetetlen kulcs, hogy a társulat élén egy díva álljon – ezt a szerepet töltötte be az eredetileg Otodzsiro feleségeként útnak indult Szada, s vált Nyugat-szerte ünnepelt csillaggá. 
Az előadásokat kabukiként hirdették, bár a társulat produkciója nem a tradicionális japán színházat, nem is a modern sinpát, hanem annak egy nyugat számára átírt változatát képviselte.  A többórás kabuki-történeteket lerövidítve, leegyszerűsítve, minimális beszéddel és erőszakos jelenetekre koncentrálva adták elő úgy, hogy még az eredetileg pozitív véget érő darabok is minden esetben tragédiával zárultak. A közönség abban a hiszemben volt, hogy valódi kabuki előadást lát, ugyanakkor a darabokat Kavakami írta át kabukiból, saját képzelete szerint, s még azokat a karakterisztikumokat is elhagyták a melodráma kedvéért, amelyeket Kavakami volt tokiói színháza alkalmazott.  A beszédet minimumra csökkentette a darabokban, s nagy hangsúlyt fektetett a kardvívó jelenetekre, táncokra és öngyilkossági rituálékra – a produkciót ezáltal pantomim-szerűvé téve.  Egy este folyamán több rövid darabot is színre vittek – ez hasonlóság a kabukihoz.  Pár előadásuk címe szerepel a forrásokban. Ezek: Zingoro, a jó szándékú szobrász, A hűséges feleség (melyet Magyarországon Kéza címen tüntettek fel), A császárpárti, avagy Kojima Takanori, A gésa és a lovag (a lovag itt a szamuráj nyugati megfelelője).  
Szadajakko puszta színpadi jelenlétével, „valódiságával”, gesztusaival, mozgásával, hangjával elvarázsolta a közönséget, s még nem is beszéltünk meggyőző halál-jeleneteiről, színpadi öngyilkosságairól, melyekben a korabeli kritika szerint még maga Sarah Bernhardt sem érhette utol.  „Sadayakko Párizsban! Álmodni sem mertük volna, hogy az oly népszerű japán nyomatok, melyeket még Clémenceau tárcájában vagy Zola dolgozószobájában is megtalálhattunk, vagy hogy azok a gyönyörű és stilizált kakemonók egy napon életre kelnek.” olvasható Paul Morand visszaemlékezésében, és később, a Corriere della Serában: ”Meglepett szemeink előtt keltek életre a lakkvázák és japán legyezők lehetetlen figurái”.  Ezek a figurák azonban egyszerre tragikus, komor hősökké váltak.

## Turnék

### Az amerikai turné állomásai
1899. május 25 – november 6 között
- Turn Verein Hall, San Francisco (május 25 - két hétig)
- California Theater, San Francisco (június 18 - 21)
- German Hall, San Francisco (július 21 - 28)
- két színház Seattle-ben, az egyik neve Seattle Theater (szeptember 9 – szeptember közepéig)
- színház Tacoma-ban, Washington (egy hétig)
- színház Portland-ban, Oregon (október 7-ig)
- Lyric Theatre és Chicago Auditorum (október 22 - november 6)

1899. november 6 - december eleje
- színház Grand Rapids-ban, Michigan
- színház Muskegon-ban, Michigan
- Hamblyn Theater, Battle Creek, Michigan
- Colossal Theater, Adrian, Michigan
- Noble Opera House, Tiffin, Ohio
- Palatine Theater, Toledo
- Victoria Theater, Dayton
- színházak Mansfield-ben, Bucryus-ban, Albany-ban New York

1899. december eleje – 1900. január 28
- Tremont Theater, Boston
- Copley Hall, Boston

1899. január 28 – 1900. április
- Lafayette Square Opera House, Washington, D.C. (január 29 - február 8.)
- Berkeley Lyceum, New York, New York (10 napig)
- Bijou Theatre a Broadway-n, New York (áprilisig)

### Az 1. európai turné állomásai
1900. május 22 – június 28
- Coronet Theater, London
- Bute House, London

1900. július 4 – 1900. november 3.
- Théatre de la Loie Fuller, Világkiállítás, Párizs

1900.  november 4-5
- Japán Nagykövetség, Brüsszel
- a belga királyi palota előtti park, Brüsszel

### A 2. európai turné állomásai
1901. június 17. – 1902. június
- West End, Criterion Theatre, Shaftesbury Theatre, London, 1901. június-július
- Párizs, 1901. augusztus- november 10
- Berlin, november 18-tól 3 hétig
- Bécs, 1902. 02.01.
- Prága
- Budapest, Uránia színház 1902. február 22-28.[37]
- Temesvár, Ferenc József Városi Színház 1902. március 1-2.[37]
- Bukarest, március eleje
- Szentpétervár
- Milánó, Olaszország
- Spanyolország
- Portugália

1902. július 4. Hazaindulás Londonból.

#### Szadajakko Magyarországon
A Kavakami társulat bécsi fellépései után Budapestre érkezett, ahol 1902. február 22 és 28 között léptek fel az Uránia színpadán. Műsorukon A gésa és a lovag, valamint a Kéza című darabok szerepeltek. Mindkét darab tartalmi összefoglalóját közölte a Budapesti Napló. Az esemény kapcsán több hazai lap is cikkezett a társulatról, vegyes érzelmekkel. A színésznő magyarországi jelenlétét Jantyik Mátyás portréfestményen örökítette meg, a Budapesti Napló pedig verset közölt a színésznőről:
[Pásztor Árpád] „Súgó”: Sada Yakko dala
Budapesti Napló, 1902. 02. 26.
"Sada Yakkonak keresztelt az apám,
Sada Yakko néven ösmer ah! Japán.
Ragyogott az ég felettem,
Hogy Európába jöttem,
Egy szerelmes, holdas éjszakán.
Sütni, főzni, megvallom, nem tudok jól,
Színjátszás terem csak frufruim alól.
Mióta színésznő lettem,
Sok országban énekeltem,
S táncoltam, mikor a nóta szól.
Cson Kína, Cson Kína,
Cson, Cson, Kína, Kína,
Nagasaki, hakodate, hakodata, haj!

Végül kérem Budapestre értem én,
Ám de jajj mit értem itt meg én szegény.
Fényes tollú műítészek;
Kik mindenkor harcra készek,
Vitatkoztak szép hazám művészetén.
Hármas egység, dialogus, elmeél,
Ismeretlen fogalmaknak árja kép!
Jaj! Hogy meganalizáltak,
Egy, két, három pártra váltak...
Jaj a nőnek színésznőnek,
Hogy ha Budapesten él!
Cson Kína..."
Érdekesség, hogy a vers a korszak közönségsikerének számító A gésák című operett egyik betétjének átirata, Szadajakko nevére alakítva.

## Karrier Japánban
A Kavakami-társulat már európai turnéja során is adaptált nyugati darabokat a repertoárjába. Ilyen példa ifj. Alexandre Dumas A kaméliás hölgy c. regénye, valamint Shakespeare A velencei kalmárja. Japánba visszatérve három Shakespeare darabot, az Othellót, a Rómeó és Júliát valamint a Hamletet adták elő, melyekben Szadajakko továbbra is játszott, Japánban egyedülálló módon. Kavakami társulata az elsők között volt, akik interkulturális staginget hajtottak végre Shakespeare Hamletjének kortárs japán környezetbe való átültetésével.  Európai turnéja után Kavakami számos reformot vezetett be japán színházába, melyek annak üzleti oldalát, közönségbaráttá tételét (gyermekszínház, megfizethetőbb jegyárak, rövidebb előadások), a színészoktatást, a rendezés, díszlet és világítás nyugatról hozott tapasztalatait, valamint a japán és egyéb kultúrák színházainak kulturális egyenrangúságát érintették. Szadajakko 1908. szeptemberében megnyitotta a Császári Színésznőképző Intézményt, melyben elsőknt folyt a szigetországban színészeti oktatás nők számára. Szadajakko folyamatosan játszott a Kavakami Otodzsiro által 1910 februárjában megnyitott Császári Színházban egészen 1917-ig. Otodzsiro 1910-ben vesztette életét. Szadajakko visszavonulása után fiatalkori szerelmével, Fukuzava Momoszukével élt együtt 1933-ig. 1946. december 7-én bekövetkezett halála után a Teisódzsi szentélyben temették el.

## Hatása a nyugati kultúrára
Szadajakkoban testesült meg a korabeli művészeti és kulturális diskurzusnak, a századvég japonizmus-divatjának, az Art nouveaunak, a szimbolizmus egzotikum és fantasztikum iránti érdeklődésének, valamint a női előadó komplex századfordulós imidzsének konstellációja. Történt ez ráadásul a nyugati feminista mozgalmak idején, így a „japán nő”, sőt, „ex-gésa” a női anticipáció gallion-figurája lett. Igazi divat-ikonná vált, az Au Mikado nevű párizsi butik hivatalos reklámarca, neve alatt árusítottak kimonókat, parfümöket, de még pipereszappanokat is.

### Modern tánc
Szadajakko táncai és színpadi mozgása hatott Loïe Fuller, Ruth St. Denis valamint Isadora Duncan, a modern tánc jeles képviselőinek munkásságára.

### Nyugati színjátszás
Kavakami Otodzsiro társulata elsőként mutatta be  a japán színjátszás jellegzetességeit a nyugati közönség számára, annak ellenére, hogy nem  tradicionális, hanem a modern japán színjátszást képviselték. Szadajakko a modern színháztörténet első japán színésznője, aki mind hazájában, mind nemzetközileg jelentős sikereket ért el. Nem Szadajakko volt az egyetlen tényező a japán tematikájú századfordulós színdarabok szüzséjének, műfajának, hangulatának megváltozásában. A Meidzsi-korszakkal Japán a világ egyik leggyorsabban fejlődő, nyugatiasodó országává vált, mely 1904-1905-ben már Oroszország ellen vív s nyer gyarmatháborút. A diplomáciai kapcsolatoknak köszönhetően gyakoribb a kulturális érintkezés, s egyre több nyugati ember fordul meg a szigetországban (bár ez a szám még mindig nem tömeges). Tény azonban, hogy Sadayakko európai színpadi szereplései után Japán egyetlenegyszer sem jelenik meg újra a nyugati színháztörténetben vígjáték, vagy komédia tárgyaként.

### Zene
Nem sokkal a budapesti fellépés után a társulat Olaszországba érkezett, ahol a művésznő személye inspirálta Puccinit Pillangókisasszony című operájának megkomponálására. Puccini Londonban látta David Belasco azonos című drámáját, melyben megtalálta új operája témáját. Látta Milánóban Sadayakko előadását is, de személyesen sosem beszélt vele. Szadajakko egyik legkedveltebb műsorszáma az Echigojishi volt. Bár ez eredetileg egy, a kabuki színházban előadott tánc volt énekes-zenés kísérettel, Puccini szemében (jobban mondva, fülében) annyira egybeforrt Szadajakko személyével, hogy operájában már a japán színésznő által megformált női karaktert szimbolizálta. Ebből komponálta a Pillangókisasszony legfőbb zenei motívumát, mely az operában többször megjelenik.

### Képzőművészet
Szadajakkoról számos művész készített portrét:
- Pablo Picasso:Szadajakko, 1901.
- Emil Orlik:Szadajakko, 1902.
- Ramon Casas:Szadajakko
- Jantyik Mátyás:Szadajakko, 1902
- William Nicholson: Szadajakko, 1899.. [2016. március 4-i dátummal az eredetiből archiválva]. (Hozzáférés: 2014. április 20.)
- Tavík František Šimon: Szadajakko, 1908.
- Rupert Bunny: Szadajakko, 1900.

## Fordítás
- Ez a szócikk részben vagy egészben  a   Sada Yacco című angol Wikipédia-szócikk fordításán alapul.  Az eredeti cikk szerkesztőit annak laptörténete sorolja fel. Ez a jelzés csupán a megfogalmazás eredetét és a szerzői jogokat jelzi, nem szolgál a cikkben szereplő információk forrásmegjelöléseként.